# Sajan Singh
Sajan Singh (ur. 24 kwietnia 1932) – indyjski zapaśnik walczący w stylu wolnym. Olimpijczyk z Rzymu 1960, gdzie zajął siódme miejsce w kategorii 87 kg. Wicemistrz igrzysk azjatyckich w 1962 w obu stylach wagowych i trzeci w 1966. Srebrny medalista igrzysk Brytyjskiej Wspólnoty Narodów w 1970 roku.
- Turniej w Rzymie 1960

Pokonał Włocha Antonio Marcucciego i Niemca Dietera Rauchbacha. Przegrał z Węgrem György Guricsem i Szwedem Vikingiem Palmem.